# Arrondissement di Turnhout
L'arrondissement di Turnhout (in olandese Arrondissement Turnhout, in francese Arrondissement de Turnhout) è una suddivisione amministrativa belga, situata nella provincia di Anversa e nella regione delle Fiandre.

## Composizione
L'arrondissement di Turnhout raggruppa 27 comuni:
- Arendonk
- Baarle-Hertog
- Balen
- Beerse
- Dessel
- Geel
- Grobbendonk
- Herentals
- Herenthout
- Herselt
- Hoogstraten
- Hulshout
- Kasterlee
- Laakdal
- Lille
- Meerhout
- Merksplas
- Mol
- Olen
- Oud-Turnhout
- Ravels
- Retie
- Rijkevorsel
- Turnhout
- Vorselaar
- Vosselaar
- Westerlo

## Società

### Evoluzione demografica
Abitanti censiti
- Fonte dati INS - fino al 1970: 31 dicembre; dal 1980: 1º gennaio